# Легенда о восьми самураях
«Легенда о восьми самураях» (яп. 里見八犬伝 , Satomi Hakken-den) — японский художественный фильм, снятый режиссёром Киндзи Фукасаку в 1983 году.
Премьера фильма состоялась 10 декабря 1983 г.

## Сюжет
В основе фильма лежит вольная интерпретация известного в Японии историко-фантастического романа Кёкутэй Бакина «Рассказ о восьми собаках Сатоми из Южной Авы», над которым писатель работал почти 28 лет.
Древняя легенда гласит, что в Стране восходящего солнца существовал клан мёртвых, который хочет отомстить клану Сатоми. Уже убиты шестеро главных его представителей, но седьмая, принцесса Сидзу, сбежала и теперь за ней начинается охота. Отважная принцесса не собирается сдаваться, ведь только она вместе с восьмёркой избранных самураев может отомстить и уничтожить клан мёртвых.

## В ролях
- Хироко Якусимару — принцесса Сидзу
- Хироюки Санада — Синбэй Масаси
- Сонни Тиба — Донэцу Тадатомо
- Масаки Кёмото — Сино Моритака
- Мари Нацуки — Тамазуса
- Нагарэ Хагивара — Ионосуке
- Минори Терада — Дайкаку Масанори
- Эцуко Сихоми — Кэно Танетомо
- Кэндзи Охба — Нобуфути
- Юки Мэгуро — Хикита Гонноками Мотофудзи
- Кэйко Мацудзака — принцесса Фусэ
- Рёити Такаянаги
- Тадаси Нарусэ
- Акира Сиодзи
- Микио Нарита
- Сэйдзо Фукумото
- Такуя Фукухара
- Мамако Йониама
- Тайдзи Тонояма
- Акира Хамада
- Тацуо Эндо
- Харуми Сон
- Нана Окада

Фильм «Легенда о восьми самураях» имел большой коммерческий успех, в 1984 г. стал самым успешным японским фильмом в прокате Японии с кассовой прибылью в размере около 2 320 000 000 иен.

## Награды
- В 1985 г. выдвигался на Премию Японской киноакадемии в категориях «Лучший режиссёр», «Лучший актёр» (Хироюки Санада) и «Лучшая актриса второго плана».
- В 1985 г. на кинофестивале фантастических фильмов  в Авориазе (Avoriaz Fantastic Film Festival) выдвигался на главный приз, но уступил фильму Терминатор Джеймса Кэмерона.